# Waldemar Burella
Waldemar Walter Burella Failache (Canelones, Uruguay, 11 de noviembre de 1929 - Montevideo, Uruguay, 18 de junio de 2014), fue un magistrado uruguayo, quien se desempeñó como miembro del Tribunal de lo Contencioso Administrativo entre 1991 y 1999.

## Primeros años
Nació en Canelones el 11 de noviembre de 1929,hijo de Ramón Agustín Burella y de María Failache.
Cursó estudios en la Facultad de Derecho de la Universidad de la República, donde se graduó como abogado en 1960.

## Juez de Paz en el interior
En marzo de 1965 inició su carrera judicial al ser nombrado Juez de Paz de la tercera sección judicial de Soriano, con sede en la ciudad de Dolores,pasando poco después al Juzgado de Paz de la primera sección judicial de Colonia, con sede en Colonia del Sacramento.

## Juez Letrado en el interior
En julio de 1968 fue ascendido a Juez Letrado de Artigas.
En noviembre de 1970 fue trasladado al Juzgado Letrado de Durazno,y en julio de 1974 al Juzgado Letrado de Lavalleja.

## Juez Letrado en la capital
En diciembre de 1974 fue ascendido a cumplir funciones en Montevideo, inicialmente como Juez Letrado de Instrucción de Primer Turno.
En diciembre de 1977 fue trasladado al Juzgado Letrado en lo Civil de Décimo Turno.

## Tribunal de Apelaciones
En diciembre de 1980 recibió un nuevo ascenso al ser nombrado integrante del Tribunal de Apelaciones en lo Civil de Cuarto Turno.
En 1985, una vez finalizada la dictadura cívico militar y restablecida la democracia, fue ratificado en su cargo, previa venía de la Cámara de Senadores, por la Suprema Corte de Justicia, junto a los restantes miembros de los Tribunales de Apelaciones.

## Tribunal de lo Contencioso Administrativo
El 18 de junio de 1991 la Asamblea General lo eligió, por 110 votos favorables, como ministro del Tribunal de lo Contencioso Administrativo, para cubrir la vacante generada por el cese de Luis Torello, quien en marzo del mismo año había pasado a integrar la Suprema Corte de Justicia. Prestó juramento el mismo día.
Integró el TCA durante ocho años, cesando en su cargo en noviembre de 1999 al cumplir los 70 años, edad establecida como límite para integrar el Tribunal de lo Contencioso Administrativo según el artículo 308 de la Constitución, que se remite en cuanto a las condiciones para ocupar dicho cargo a las previstas para los miembros de la Suprema Corte de Justicia.
La vacante generada por su retiro fue cubierta en febrero de 2000 con el ingreso por antigüedad de Julio César Borges.

## Fallecimiento
Waldemar Burella falleció en Montevideo el 18 de junio de 2014, a los 84 años de edad,casualmente el mismo día en que se cumplía el 23° aniversario de su elección como miembro del TCA.